# Frants Buhl
Frants Peder William Buhl (født 6. september 1850 i København, død 24. september 1932 i Hillerød) var en dansk gammeltestamentlig teolog og semitist. Han var den der i Danmark introducerede historisk-kritisk metode i studiet af Det Gamle Testamente.

## Uddannelse og studierejser
Buhl blev student 1868 og cand.theol. 1874 og beskæftigede sig særlig med studiet af de semitiske
sprog og gammeltestamentlig teologi og foretog for disse studiers skyld 1876-78 en udlandsrejse, særlig til Leipzig og Wien. 
Efter sin hjemkomst tog han den filosofiske doktorgrad med Bidrag til den arabiske Grammatik med udvalgte Tekststykker af ash-Shafija (1878), og 1880 udnævntes han til midlertidig docent ved det teologiske fakultet, 1882 til professor. 
I 1885 var han med til at stifte Den Danske Israelsmission, hvor han var formand indtil 1890.
1890-98 var han professor i Det Gamle Testamentes teologi i Leipzig som efterfølger af Franz Delitzsch; ved afskeden fra Danmark udnævntes han til dr.theol.
1. september 1898 blev han professor i semitisk-østerlandsk filologi ved Københavns Universitet, og fra 1900 medlem af Videnskabernes Selskab. Hans studier har bevæget sig på alle felter af det Det Gamle Testamente og den almindelige semitiske filologis område; endvidere har han drevet særlige studier af arabisk, væsentlig af den ældre litteratur og den ældste Islams historie.
Buhl blev Ridder af Dannebrog 1899, Dannebrogsmand 1909, Kommandør af 2. grad 1912 og af 1. grad 1922. Han er begravet på Asminderød Kirkegård. Malerier af Hans Nikolaj Hansen på Frederiksborgmuseet 1912 og i familieeje 1910 og af N.V. Dorph på Universitetet 1921. Buste af Kai Nielsen på Studentergaarden.
P.G. Lindhardt skriver om Frants Buhls betydning: 

"... Den historisk-kritiske forskning over Det Gamle Testamente kom i Danmark først i gang omkring 1880, da Frants Buhl begyndte sin epokegørende virksomhed, og hans Israels Historie (1893) chokerede mange, fordi den lod folkets historie begynde med udvandringen fra Egypten og regnede Genesis til sagnhistorien. ..."

## Værker
Hans vigtigste værker er: 
- Den gammeltestamentlige Skriftoverlevering (1885, tysk udgave 1891, engelsk 1892);
- En kort fremstilling af den hebræiske syntaks (1885, 2. oplag 1897),
- Jerusalem paa Kristi og Apostlenes Tid (1886);
- Palæstina (1890);
- Tysk udvidet Geographie des alten Pal. 1896),
- Nogle småaskrifter om Prædikeren og Job (1886-87);
- Det israelitiske Folks Historie (1893; 5. udg. 1915);
- Geschichte der Edomiter (1893);
- Oversættelse og fortolkning af Jesaja (1894; 2. udg. 1912);
- De messianske Forjættelser i det gamle Testamente (1894);
- Til Vejledning i de gammeltestamentlige Undersøgelser (1895).

- Han har udgivet 12.-15. oplag af Gesenius' Leksikon[3] og bragt dette for det hebræiske studium eneståaende vigtige hjælpemiddel paa højde med tidens krav.
- Endvidere: Die socialen Verhältnisse der Israeliten (1899);
- Psalmerne, oversat og fortolket (1900);
- "De vest-semitiske Folks Kultur" (i Verdens-Kulturen);
- Muhammed's Liv (1903); Alidernes Stilling til Shi'iterne under Umajjaderne (Vidensk. Selsk. 1910);
- Muhammedanismen som Verdensreligion (1914);
- I Kittels Biblia Hebraica har han udgivet Salmerne og Esther.
- 1910 udgav han i forbindelse med andre en dansk oversættelse af Det Gamle Testamente
- Endelig har han skrevet en række artikler i Teologisk Tidsskrift, Realencyclopädie fur protestantische Theologie und Kirche, Dictionary of the Bible, The Jewish Encyclopedia og andre steder.